# Massimo Cacciari
Massimo Cacciari (Venècia, 1944) és filòsof i professor d'estètica a la Universitat de Pàdua, ciutat de la qual ha estat alcalde. Ha escrit nombrosos llibres d'assaig.

## Llibres
- Diàleg sobre la solidaritat (2001), (con Carlo M. Martini) (traducción al catalán) Editorial Empuries, ISBN 978-84-7596-820-9.